# Bec d'Ambès
Le bec d'Ambès est le point de confluence entre la Dordogne et la Garonne, situé dans le département de la Gironde. Il marque le début de l'estuaire de la Gironde, qui se termine à la pointe de Grave, et forme la pointe de l'Entre-deux-Mers.
Il se situe en grande partie dans la commune d'Ambès, d'où son nom. L'extrême pointe du bec d'Ambès est actuellement située sur la commune de Bayon-sur-Gironde, sans doute dû à son allongement naturel au fil du temps.
Composé d'alluvions et occupé par des marais, son altitude ne dépasse pas 3 m.

## Histoire
Entre 1793 et 1795, le département de la Gironde a été renommé Bec-d'Ambès en raison de l'arrestation des Girondins.

## Économie
Une importante zone industrielle avec des compagnies pétrolières est située sur le bec d'Ambès et est bien desservie depuis Bordeaux par le rail et la route. Elle fait partie du grand port maritime de Bordeaux.

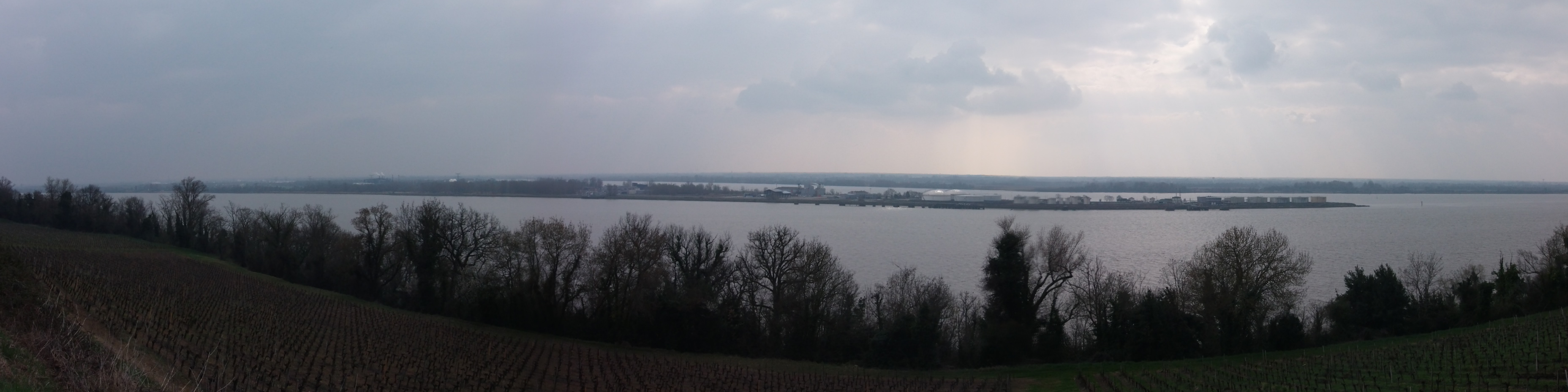
Corniche de la Gironde, vue panoramique du bec d'Ambès.